# Nautilocalyx peruvianus
Nautilocalyx peruvianus är en tvåhjärtbladig växtart som beskrevs av Wiehler. Nautilocalyx peruvianus ingår i släktet Nautilocalyx och familjen Gesneriaceae. Inga underarter finns listade i Catalogue of Life.